# Riencourt
Pour les articles homonymes, voir Riencourt-lès-Bapaume et Riencourt-lès-Cagnicourt.
Riencourt est une commune française située dans le département de la Somme, en région Hauts-de-France.

## Géographie

### Localisation
Riencourt est un village picard de l'Amiénois.
À vol d'oiseau, la localité est située à 9 km au sud-est d'Airaines, 10 km au sud de Flixecourt, 18 km à l'ouest d'Amiens et à 26 km au sud-est d'Abbeville.
Le territoire de la commune est limitrophe de ceux de six communes.  
Les communes limitrophes sont Cavillon, Le Mesge, Molliens-Dreuil, Montagne-Fayel, Oissy et Quesnoy-sur-Airaines.

### Sol, sous-sol, hydrographie, relief
Le sol est essentiellement calcaire ou siliceux,.
Au bois de Riencourt, une centaine d'hectares sont de nature argileuse. Des terrains tourbeux sont signalés sur les rives du Landon. La couche arable est, en moyenne, de 7 cm d'épaisseur.

### Transports routiers
La localité est desservie par la ligne d'autocars no 1 (Mers-lès-Bains - Oisemont - Amiens) du réseau Trans'80, Hauts-de-France, chaque jour de la semaine sauf le dimanche et les jours fériés.

### Hydrographie

#### Réseau hydrographique
La commune est située dans le bassin Artois-Picardie. Elle est drainée par la rivière du Saint-Landon.
Le Saint-Landon, d'une longueur de 13 km, prend sa source dans la commune de Molliens-Dreuil et se jette  dans la Somme canalisée à Hangest-sur-Somme, face à la commune de Bourdon, après avoir traversé sept communes.

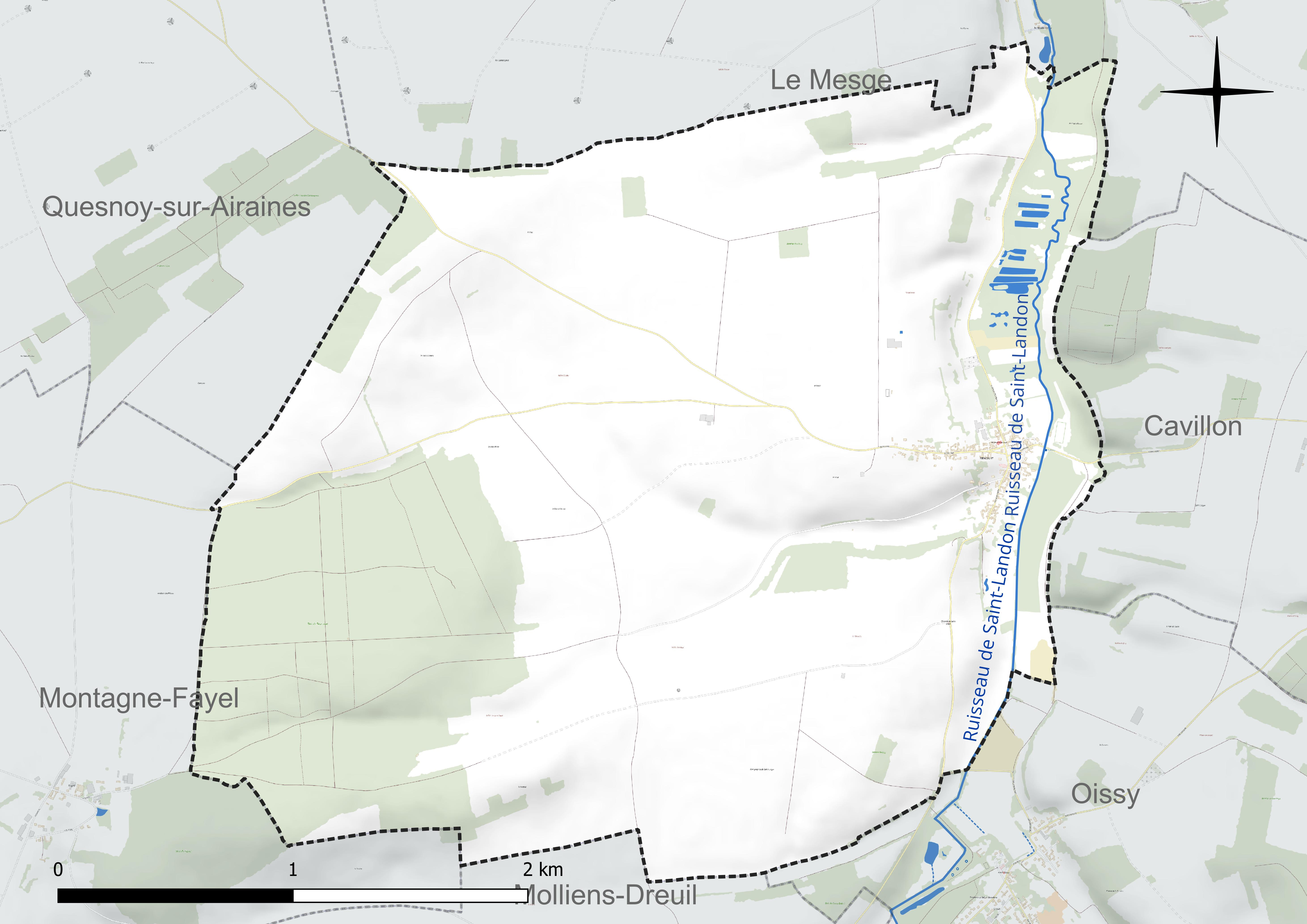
Réseau hydrographique de Riencourt.

#### Gestion et qualité des eaux
Le territoire communal est couvert par le schéma d'aménagement et de gestion des eaux (SAGE) « Somme aval et Cours d'eau côtiers ». Ce document de planification concerne un territoire de 1 835 km2 de superficie, délimité par le bassin versant de la Somme canalisée. Le périmètre a été arrêté le 29 avril 2010 et le SAGE proprement dit a été approuvé le 6 août 2019. La structure porteuse de l'élaboration et de la mise en œuvre est le syndicat mixte d'aménagement hydraulique du bassin versant de la Somme (AMEVA).
La qualité des cours d'eau peut être consultée sur un site dédié géré par les agences de l'eau et l'Agence française pour la biodiversité.

### Climat
Pour des articles plus généraux, voir Climat des Hauts-de-France et Climat de la Somme.
En 2010, le climat de la commune est de type climat océanique dégradé des plaines du Centre et du Nord, selon une étude du CNRS s'appuyant sur une série de données couvrant la période 1971-2000. En 2020, Météo-France publie une typologie des climats de la France métropolitaine dans laquelle la commune est exposée à un climat océanique et est dans la région climatique Côtes de la Manche orientale, caractérisée par un faible ensoleillement (1 550 h/an) ; forte humidité de l'air (plus de 20 h/jour avec humidité relative> 80 % en hiver), vents forts fréquents.
Pour la période 1971-2000, la température annuelle moyenne est de 10,3 °C, avec une amplitude thermique annuelle de 13,6 °C. Le cumul annuel moyen de précipitations est de 715 mm, avec 12 jours de précipitations en janvier et 8,6 jours en juillet. Pour la période 1991-2020, la température moyenne annuelle observée sur la station météorologique la plus proche, située sur la commune d'Oisemont à 21 km à vol d'oiseau, est de 11,1 °C et le cumul annuel moyen de précipitations est de 801,4 mm,. Pour l'avenir, les paramètres climatiques de la commune estimés pour 2050 selon différents scénarios d'émission de gaz à effet de serre sont consultables sur un site dédié publié par Météo-France en novembre 2022.

## Urbanisme

### Typologie
Au 1er janvier 2024, Riencourt est catégorisée commune rurale à habitat dispersé, selon la nouvelle grille communale de densité à sept niveaux définie par l'Insee en 2022.
Elle est située hors unité urbaine. Par ailleurs la commune fait partie de l'aire d'attraction d'Amiens, dont elle est une commune de la couronne,. Cette aire, qui regroupe 369 communes, est catégorisée dans les aires de 200 000 à moins de 700 000 habitants,.

### Occupation des sols
L'occupation des sols de la commune, telle qu'elle ressort de la base de données européenne d'occupation biophysique des sols Corine Land Cover (CLC), est marquée par l'importance des territoires agricoles (75,8 % en 2018), une proportion identique à celle de 1990 (75,8 %). La répartition détaillée en 2018 est la suivante :
terres arables (69 %), forêts (24,2 %), zones agricoles hétérogènes (6,8 %). L'évolution de l'occupation des sols de la commune et de ses infrastructures peut être observée sur les différentes représentations cartographiques du territoire : la carte de Cassini (XVIIIe siècle), la carte d'état-major (1820-1866) et les cartes ou photos aériennes de l'IGN pour la période actuelle (1950 à aujourd'hui).

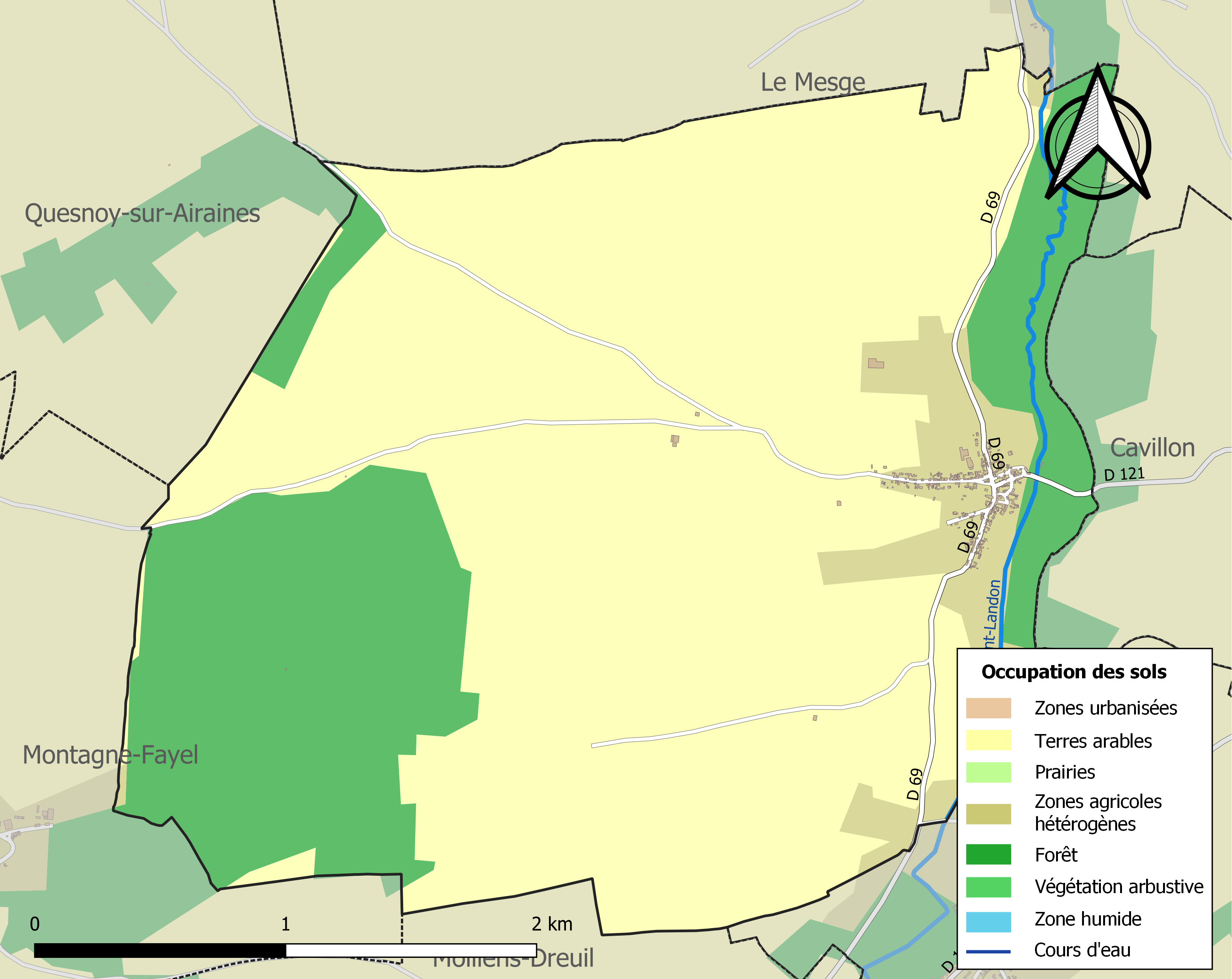
Carte des infrastructures et de l'occupation des sols de la commune en 2018 (CLC).

## Toponymie
Un cartulaire de l'abbaye de Selincourt nous fournit Riencort en 1152. Une donation à la même abbaye, en 1162, procure la graphie Rihincourt. Thibault d'Heilly, évêque d'Amiens, emploie le terme Reincurt en 1175, tandis qu'Enguerran, évêque également écrit Rivicort en 1220. Dès 1268, un cartulaire du chapitre désigne la localité sous le nom de Riencourt.
Le nom du village est donc lié à celui d'un propriétaire des lieux, datant de l'époque germanique. Ces formations toponymiques datent du Moyen Âge. Cette façon de nommer les localités serait liée à l'apport germanique du VIe siècle,.

## Histoire
Les comtes de Riencourt ont possédé un château féodal sur le territoire communal.
La famille de Riencourt se serait illustrée à l'époque de la conquête de l'Angleterre, en 1066. Un de ses membres aurait accompagné Guillaume le Conquérant.
En 1190, Raoul de Riencourt participe à la troisième croisade. Son nom figure dans la première salle des croisades du château de Versailles.
En août 1763, le sieur de Riencourt est empoisonné à l'arsenic au château de Vieulaines par le seigneur de Valines, âgé de dix-sept ans, qui finira supplicié et brûlé sur la place du marché d'Abbeville.
À la Révolution française, le comte de Valanglart émigre. Ses biens sont confisqués, excepté le bois.
Le 24 juillet 1791, Norbert Ponche, Jean-François Morel et Amable Poiré déclarent à la mairie vouloir prendre les armes pour défendre la patrie en danger.
En 1899, un moulin à eau de faible importance est en activité, 100 métiers à tisser la toile d'emballage fonctionnent dans la commune. Les 100 ruches des habitants produisent environ 250 kg de miel.

## Politique et administration

### Rattachements administratifs et électoraux
La commune se trouve dans l'arrondissement d'Amiens du département de la Somme. Pour l'élection des députés, elle fait partie depuis 2012 de la troisième circonscription de la Somme.
Elle faisait partie depuis 1793 du canton de Molliens-Dreuil. Dans le cadre du redécoupage cantonal de 2014 en France, la commune est intégrée au canton d'Ailly-sur-Somme.

### Intercommunalité
La commune était membre de la communauté de communes du Sud-Ouest Amiénois, créée en 2004.
Dans le cadre des dispositions de la loi portant nouvelle organisation territoriale de la République du 7 août 2015, qui prévoit que les établissements publics de coopération intercommunale (EPCI) à fiscalité propre doivent avoir un minimum de 15 000 habitants, la préfète de la Somme propose en octobre 2015 un projet de nouveau schéma départemental de coopération intercommunale (SDCI) qui prévoit la réduction de 28 à 16 du nombre des intercommunalités à fiscalité propre du département.
Ce projet prévoit la « fusion des communautés de communes du Sud-Ouest Amiénois, du Contynois et de la région d'Oisemont », le nouvel ensemble de 37 412 habitants regroupant 120 communes,. À la suite de l'avis favorable de la commission départementale de coopération intercommunale en janvier 2016, la préfecture sollicite l'avis formel des conseils municipaux et communautaires concernés en vue de la mise en œuvre de la fusion.
La communauté de communes Somme Sud-Ouest (CC2SO), dont est désormais membre la commune, est ainsi créée au 1er janvier 2017. Poix-de-Picardie en est le siège.

### Liste des maires
| Période                                  | Période                      | Identité      | Étiquette | Qualité                         |
| ---------------------------------------- | ---------------------------- | ------------- | --------- | ------------------------------- |
| Les données manquantes sont à compléter. |                              |               |           |                                 |
| mars 2001                                | 2008                         | Albert Hoorne |           |                                 |
| mars 2008                                | En cours (au 8 octobre 2020) | Gaël Caux     |           | Réélu pour le mandat 2020-2026, |

## Population et société

### Démographie
L'évolution du nombre d'habitants est connue à travers les recensements de la population effectués dans la commune depuis 1793. Pour les communes de moins de 10 000 habitants, une enquête de recensement portant sur toute la population est réalisée tous les cinq ans, les populations de référence des années intermédiaires étant quant à elles estimées par interpolation ou extrapolation. Pour la commune, le premier recensement exhaustif entrant dans le cadre du nouveau dispositif a été réalisé en 2006.

En 2022, la commune comptait 183 habitants, en évolution de +3,39 % par rapport à 2016 (Somme : −1,26 %, France hors Mayotte : +2,11 %).
| 1793 | 1800 | 1806 | 1821 | 1831 | 1836 | 1841 | 1846 | 1851 |
| ---- | ---- | ---- | ---- | ---- | ---- | ---- | ---- | ---- |
| 421  | 353  | 497  | 552  | 520  | 551  | 555  | 558  | 534  |

| 1856 | 1861 | 1866 | 1872 | 1876 | 1881 | 1886 | 1891 | 1896 |
| ---- | ---- | ---- | ---- | ---- | ---- | ---- | ---- | ---- |
| 513  | 510  | 519  | 479  | 418  | 389  | 357  | 323  | 305  |

| 1901 | 1906 | 1911 | 1921 | 1926 | 1931 | 1936 | 1946 | 1954 |
| ---- | ---- | ---- | ---- | ---- | ---- | ---- | ---- | ---- |
| 285  | 258  | 249  | 227  | 227  | 281  | 234  | 200  | 223  |

| 1962 | 1968 | 1975 | 1982 | 1990 | 1999 | 2006 | 2011 | 2016 |
| ---- | ---- | ---- | ---- | ---- | ---- | ---- | ---- | ---- |
| 232  | 224  | 213  | 203  | 216  | 196  | 168  | 193  | 177  |

| 2021 | 2022 | - | - | - | - | - | - | - |
| ---- | ---- | - | - | - | - | - | - | - |
| 180  | 183  | - | - | - | - | - | - | - |

### Équipements
Une salle des fêtes est inaugurée le 3 octobre 2015.

### Cultes
Pour le culte catholique, la commune est rattachée à la paroisse Saint-Simon du Molliénois.

## Culture locale et patrimoine

### Lieux et monuments
- Église Saint-Gervais-Saint-Protais[39]. Toute en pierre du XVIe siècle, des traces d'un bâtiment qui pourrait correspondre à une ancienne chapelle subsistent sur ses murs[40].
- Le Saint-Landon, rivière salmonicole.
- Site du manoir de Riencourt.
- Chapelle Saint-Léger. Son clocher, en brique comme le reste de l'édifice, est collé au bâtiment[40].

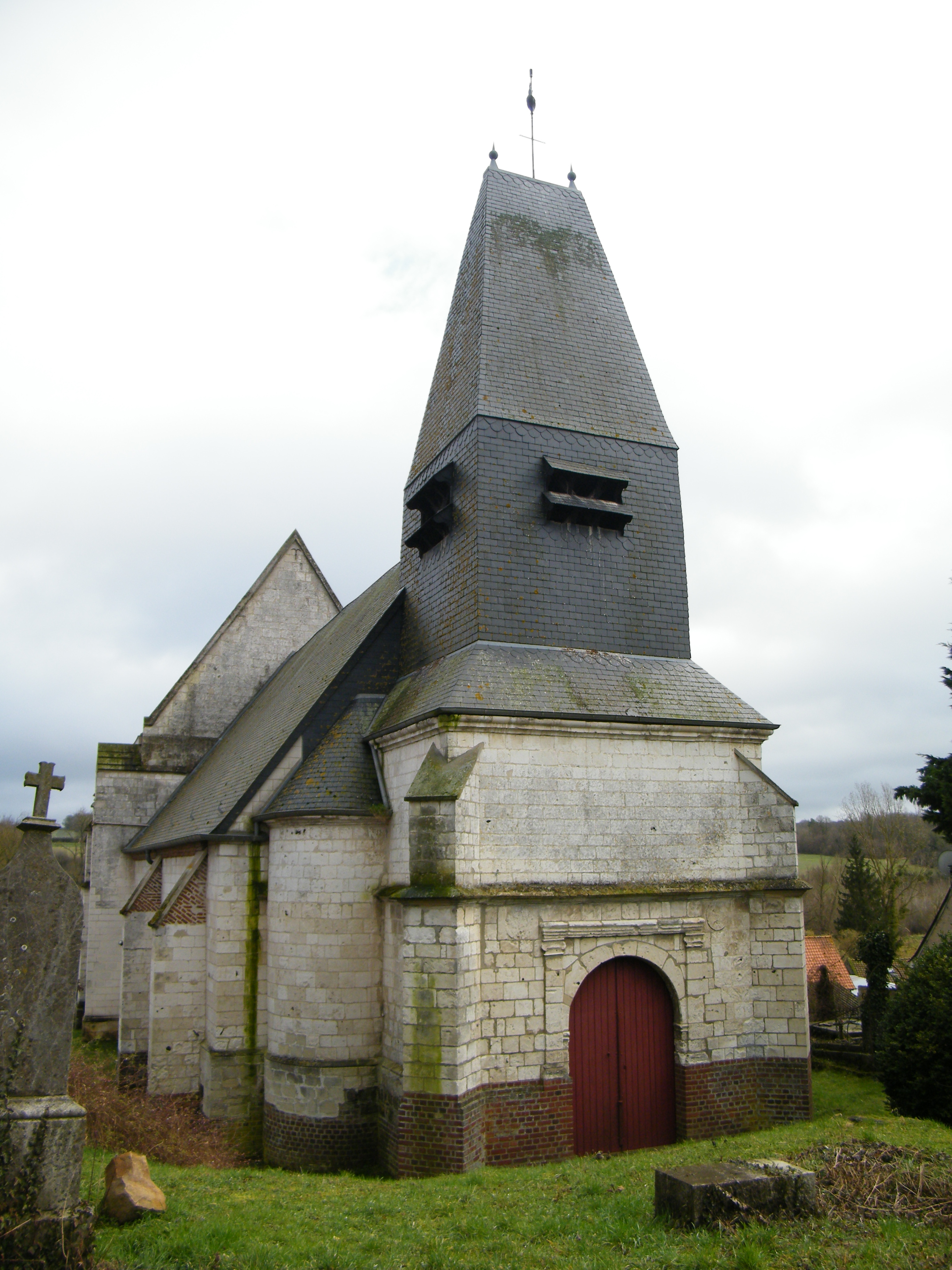
L'église.
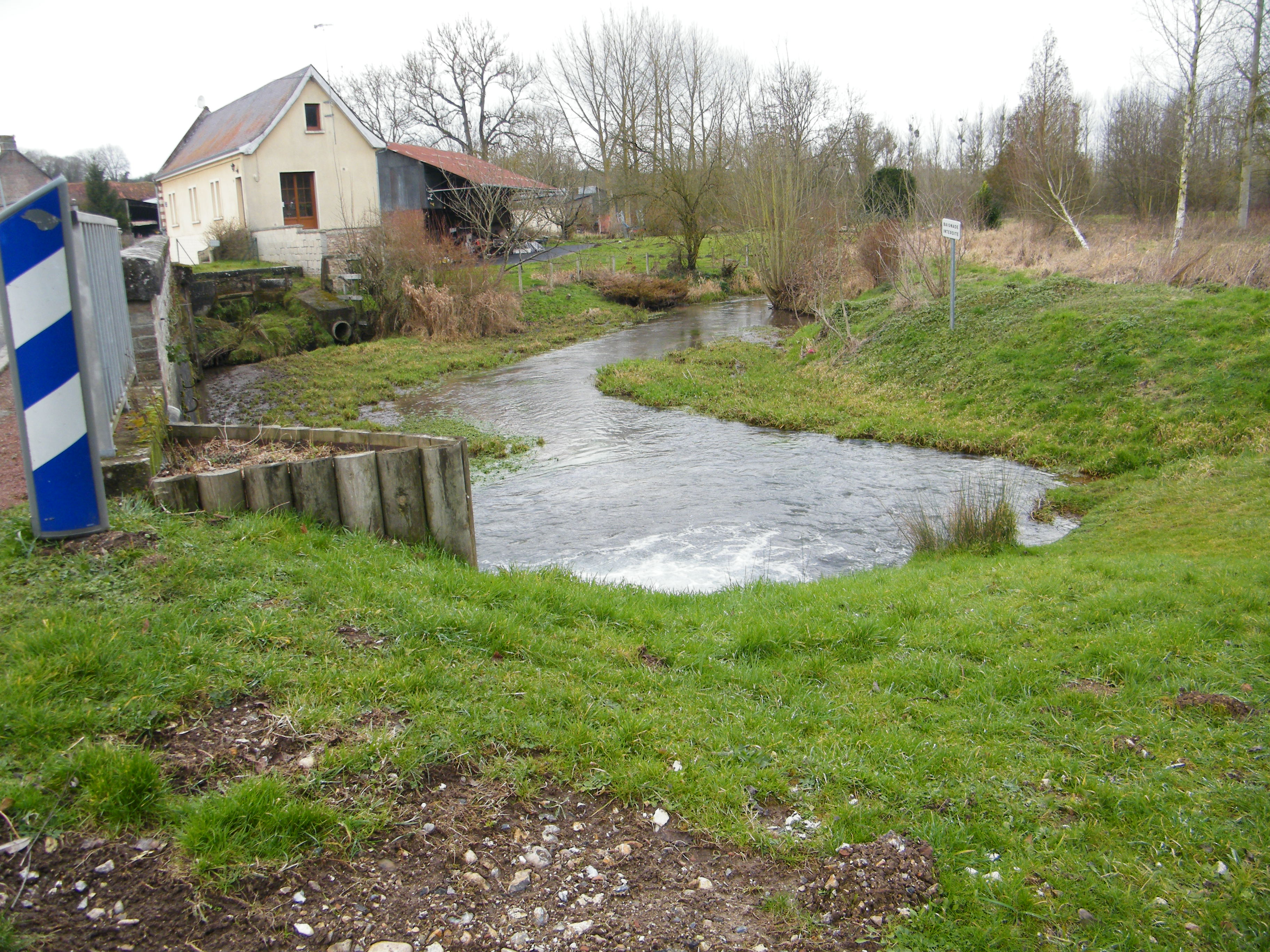
Le Saint-Landon.
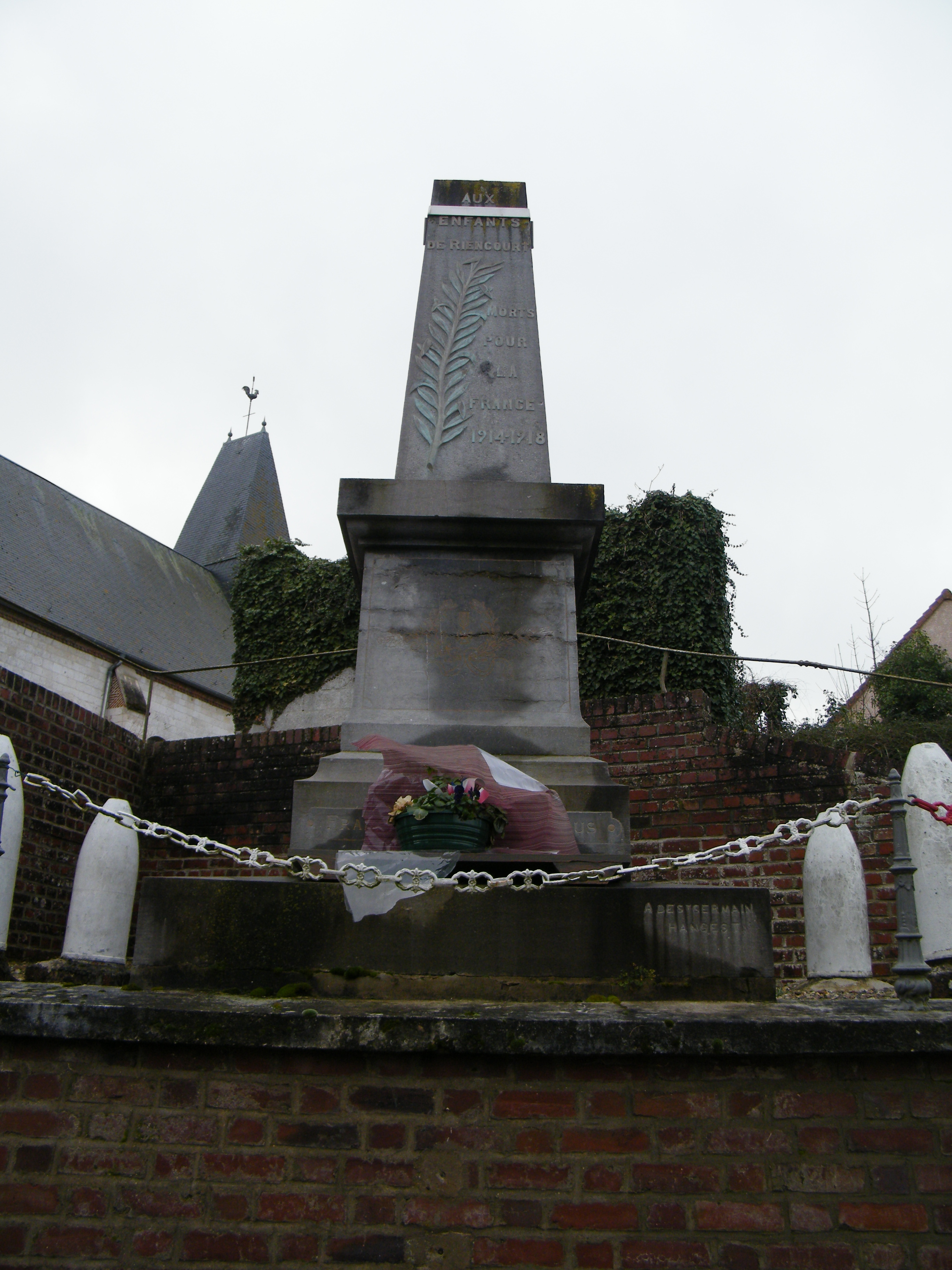
Le monument aux morts.

### Héraldique
|  | Les armes de la commune se blasonnent ainsi : d'argent aux trois fasces de gueules frettées d'or. La commune a relevé les armes de la famille De Riencourt, seigneurs du lieu, remontant à Guy de Riencourt, compagnon de Guillaume de Normandie, pour la conquête de l'Angleterre en 1066. |